# Левый Салаван
Левый Салаван — деревня в Кошкинском районе Самарской области в составе сельского поселения Шпановка.

## География
Находится на реке Липовка на расстоянии примерно 4 километров по прямой на восток от районного центра села Кошки.

## История
Деревня основана в 1881 году отставными солдатами. На 1910 г. - 68 дворов, 321 житель, все русские.  

## Население
Постоянное население составляло 149 человека (русские 88%) в 2002 году, 161 в 2010 году.